# Court Tomb von Antynanum

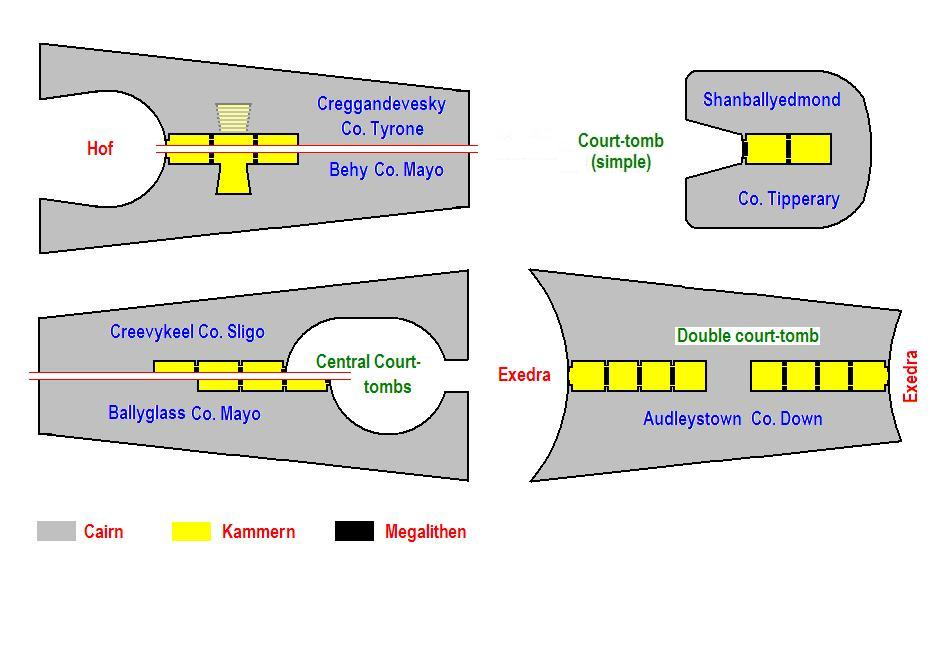
Court Tombs – Aghanaglack entspr. dem Bild links oben

Das Court Tomb von Antynanum (irisch Ailt an Anama, „Schlucht der Seele“) liegt südlich der Munie Road, bei Glenarm im County Antrim in Nordirland. Court Tombs gehören zu den megalithischen Kammergräbern (englisch chambered tombs) der Insel. Sie werden mit über 400 Exemplaren nahezu ausschließlich in Ulster im Norden der irischen Insel gefunden.
Das Court Tomb verfügt über den längsten Steinhügel eines Court Tombs in Irland. Er ist etwa 2,0 m hoch, mehr als 60,0 m lang, ungewöhnlich schmal und verjüngt sich zum Ende hin stark. Antynanum wurde in den 1960er Jahren in der Übersicht über die Hünengräber Irlands nicht unter den Kammergräbern gelistet. Am westlichen Ende des Cairns befindet sich ein halbkreisförmiger, etwa 12 m breiter Hof (englisch court), der zu einer Galerie mit zwei Kammern führt.
Die durch 14 senkrechte Platten gebildeten Kammern enthalten viel Cairnmaterial und die sichtbaren Orthostaten sind meist weniger als 1,0 m hoch.
Das gesamte Denkmal wurde nicht ausgegraben und der Steinhügel könnte noch andere Strukturen bergen. Ein Schälchen  (englisch cup) erinnert an das Court Tomb von Ballywholan (im County Tyrone). Davor liegen die Reste eines kleinen Steinhügels.
Antynanum ist eines von über 16.000 Scheduled Monuments in Nordirland. Etwa 3,0 km entfernt liegt die Megalithanlage von Ticloy.